# Bembidion quadrulum
Bembidion quadrulum är en skalbaggsart som beskrevs av Leconte 1861. Bembidion quadrulum ingår i släktet Bembidion och familjen jordlöpare. Inga underarter finns listade i Catalogue of Life.